# Gagrellula convexa
Gagrellula convexa is een hooiwagen uit de familie Sclerosomatidae.